# ليون كالبرسون
ليون كالبرسون (بالإنجليزية: Leon Culberson) هو لاعب كرة قاعدة أمريكي، ولد في 6 أغسطس 1919 في Halls, Georgia ‏ في الولايات المتحدة، وتوفي في 17 سبتمبر 1989 في روما في الولايات المتحدة.

## وصلات خارجية
- ليون كالبرسون على موقع دوري كرة القاعدة الرئيسي (الإنجليزية)
- ليون كالبرسون على موقعبيزبول رفرنس.كوم (الدوري الرئيسي) (الإنجليزية)
- ليون كالبرسون على موقعبيزبول رفرنس.كوم (الدوري الثانوي) (الإنجليزية)